# Дегоде, Вильгельм
Георг Вильгельм Дегоде (нем. Georg Wilhelm Degode; 1862, Ольденбург — 1931, Дюссельдорф, Рейнская провинция) — немецкий художник дюссельдорфской художественной школы и фотограф, мастер художественной фотографии.

## Жизнь и творчество
Вильгельм Дегоде родился в семье крупного торговца кофе. Начал заниматься живописью в возрасте 13 лет в консерватории при картинной галерее Ольденбурга. После окончания реальной гимназии и при финансовой поддержке своей матери, Вильгельм в 1881 году поступает в Академию искусств Дюссельдорфа. В Академии учителями Дегоде были такие художники, как Генрих Лауэнштейн, Гуго Крола, позднее Генрих Дейтерс. В 1885 году художник вступает в дюссельдорфский союз живописцев «Малькастен». Участвовал в торжественный празднествах союза и представлениях 1899 и 1908 годов. Дегоде оставил около 3.500 фотоснимков о происходивших в «Малькастене» праздниках и событиях. Художник был также членом «Союза дюссельдорфских живописцев» и «Дюссельдорфского объединения фотографов».
В 1884 году художник совершает свою первую поездку на эскизы в горный регион Айфель на западе Германии. В период с 1884 и по 1927 год он 21 раз выезжает для работы в Айфеле, в том числе вместе со своими коллегами Фрицем фон Вилле, Генрихом Отто, Гансом фон Фолькман и др. В конце XIX столетия семья Дегоде переезжает в городок Кайзерсверт, где он в 1898 году покупает дом. В дальнейшем этот дом становится местом встречи художников и других деятелей искусств.
Помимо многочисленных акварелей и произведений графики, Вильгельм Дегоде является автором порядка 800 полотен, написанных масляными красками. Художник является одним из крупнейших представителей пейзажной живописи дюссельдорфской школы на рубеже ХIХ — XX веков.

## Галерея

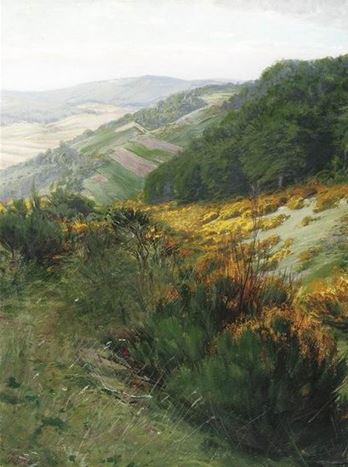
Пейзаж в Айфеле с цветущими растениями (1898)
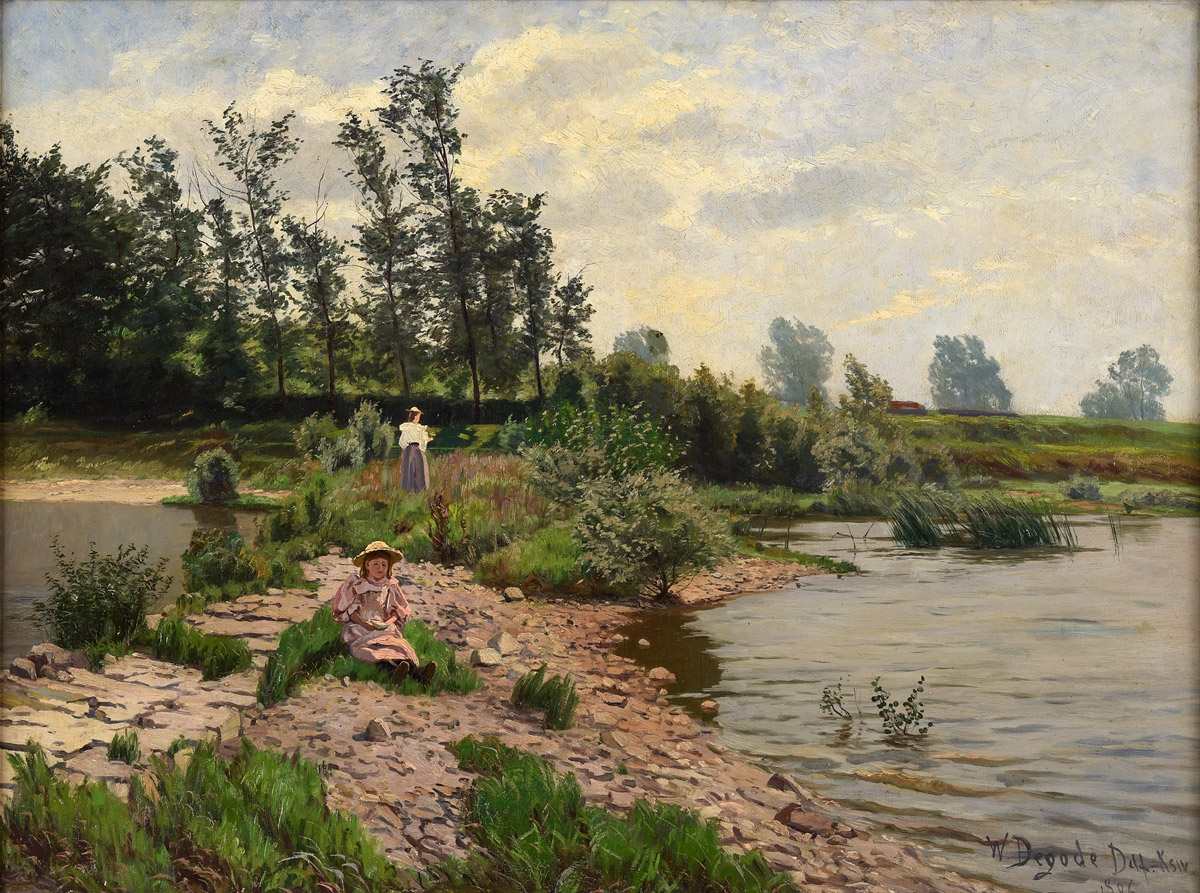
Летний день в Кайзерсверте (1897)
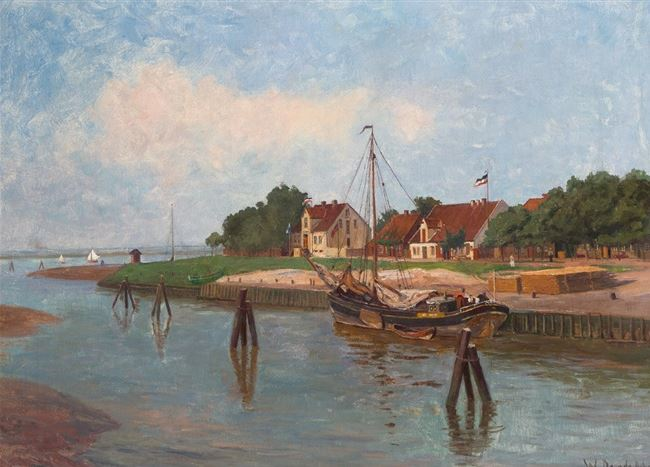
Гавань в Феддервардерзиль
Парковая зелень (1898).
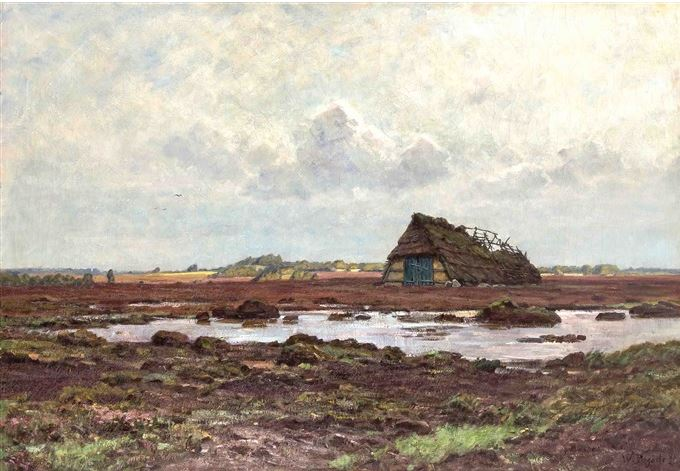
Вид с овчарней (до 1900 года).

## Выставки (избранное)
- Берлин — Большие художественные выставки 1886—1913 годов.
- Берлин — в Академии художеств 1892 года.
- Бонн — в 1911 году.
- Бремен — Художественные выставки 1887, 1897 годов.
- Дортмунд — в 1910 году
- Дрезден — в 1888 году.
- Дюссельдорф — Художественные выставки 1885—1930 годов.
- Киль — в 1913 году.
- Кёльн — Пейзажи Айфеля в 1891, 1897, 1905, 1911, 1917 годах.
- Вена — Художественная выставка в 1907 году.